# Symperga balyi
Symperga balyi är en skalbaggsart som först beskrevs av Thomson 1860.  Symperga balyi ingår i släktet Symperga och familjen långhorningar. Inga underarter finns listade i Catalogue of Life.